# La Kinkerne
La Kinkerne est un groupe de musique folk français, originaire de Viuz-en-Sallaz, en Haute-Savoie. Il est formé à l'automne 1974 par (son leader) Jean-Marc Jacquier (accordéon diatonique, chant, vielle à roue, guimbarde, bûche de sorcière, basina). Le groupe prend d'abord la forme d'un trio avec Anne Osnowycz (chant, vielle à roue, bûche de sorcière) et Diego Abriel (vielle à roue et flageolet) puis devient à partir de 1975 un quatuor avec l'arrivée de Jean-Michel David (violon, mandole, chant) (auparavant membre du collectif Le Grand Rouge),,.

## Biographie

### Origines
Futur fondateur de La Kinkerne, Jean-Marc Jacquier est issu d'une famille savoyarde « depuis de nombreuses générations ». Il explique : « Chez nous, tout le monde chantait et/ou pratiquait un instrument d'une façon amateur. Mon père et mon grand-père jouaient de la trompette dans des fanfares. A la maison, on écoutait beaucoup la radio Suisse, les programmes passaient régulièrement des musiques populaires et de la chanson française. J'ai commencé l'accordéon chromatique dès l'âge de 9 ans et à jouer dans les bals musette vers 14/15 ans. » Ensuite, Jean-Marc se met au jazz – il joue du trombone New-Orleans à l'harmonie municipale de Ville-la-Grand, fréquente assidûment le club de jazz de la MJC d'Annemasse et goûte au jazz dans un orchestre dixieland à Genève – puis connaît sa « période hippie » où il « arrête tout pour voyager » (Amérique latine, Japon).
Il débute comme « informaticien » à Paris où il passe son temps libre dans les salles de jazz, les musées et les expositions. Chaque semaine, il achète des disques et investit dans un magnétoscope professionnel. Un autocollant "presse" collé sur sa sacoche lui ouvre les portes des coulisses du festival Actuel qui se déroule en 1969 à Amougies en Belgique. Jean-Marc Jacquier : « C’était la révolution pour ce petit village. » Ses enregistrements en témoignent : dans les coulisses du festival belge, il fréquente et enregistre Pink Floyd, Ten Years After, l'Art Ensemble of Chicago, ainsi que Pierre Lattès et Frank Zappa qui en étaient les maîtres de cérémonie. Sa plus grande rencontre fut celle avec Duke Ellington qu'il suivra pendant deux ans dans ses concerts salle Pleyel (Paris), à Lausanne, à Genève au Victoria Hall. Jean-Marc Jacquier a conservé tous ses enregistrements et documents, soit près de 400 CD,.
Outre l'accordéon chromatique, il apprend à jouer de l'accordéon diatonique et des instruments traditionnels comme la vielle à roue, la guimbarde et la bûche de sorcière (ancienne cithare alpine proche du monocorde). À partir de 1971, il participe pendant plusieurs années aux « Etudes et Rencontres artistiques » (ERA) à Genève. À l'occasion de ces ateliers (organisés entre autres par René Zosso) se côtoyaient des musiciens du folk club Le Bourdon de Paris tels que Steve Waring, Roger Mason, Mary Rhoads. Jean-Marc Jacquier : « Il y avait un Américain, un Vietnamien, des Français, un Anglais... » Il y fait la rencontre d'Anne Osnowycz, Reynald Breithaupt et Christian Abriel. C'est lors de nombreux concerts au Musée d'Ethnographie de Genève (organisé par Laurent Aubert) présentant des artistes du monde entier que Jean-Marc croise ainsi d'autres cultures. À la même époque, il découvre le disque Renaissance de la harpe celtique d'Alan Stivell (paru en 1971). Jean-Marc Jacquier : « Sa démarche m'a donné envie de faire des recherches sur l'héritage sonore de ma région [la Savoie]. J'ai commencé à faire du collectage. Pour vivre, je faisais des remplacements de facteur dans la vallée du Giffre. Les gens me connaissaient, j'allais les enregistrer après le travail. C'était des chansons, de la musique  mais aussi des contes et légendes, des recettes de cuisine... »

### Formation et débuts (1974—1976)
Parallèlement à son activité de facteur remplaçant, Jean-Marc faisait alors des animations musicales sous le nom du "Facteur de Viuz". L'envie lui a pris de jouer en groupe, il a donc proposé à Anne Osnowycz et à Diego Abriel (frère de Christian Abriel) de monter un groupe pour valoriser la musique de Savoie. C'est ainsi que le groupe La Kinkerne voit le jour à l'automne 1974 sous la forme d'un trio. Le groupe tire son nom de la kinkerne, l'instrument emblématique de la musique traditionnelle en Savoie. « C'est le nom de la vielle à roue en savoyard. Cela signifie aussi une personne qui répète sans cesse la même chose... par allusion à la manivelle de l'instrument », explique Jean-Marc Jacquier. « J'ai monté un trio avec Anne Osnowycz (chant, vielle à roue, bûche de sorcière) et Diego Abriel (vielle à roue et flageolet) que j'avais rencontrés aux « ERA ». Nos premiers concerts ont eu lieu à Genève au folk club « La Cave », puis dans des MJC des localités du coin. Comme beaucoup en ce temps-là, on jouait un peu de tout : des bourrées, du cajun... En 1974, quand nous sommes devenus La Kinkerne, le répertoire s'est tout de suite axé sur la Savoie. » La Kinkerne inaugure ainsi le genre « folk savoyard ». Elle élabore une musique résolument acoustique, parfaitement fidèle à la tradition.
À partir de 1975, La Kinkerne devient un quatuor avec l'arrivée de Jean-Michel David (violon, mandole, chant) (auparavant membre du collectif Le Grand Rouge). Au printemps 1976, Jean-Marc recrute Évelyne Girardon (vielle, chant) et Marc Charbonnel (violon, cornemuse). Christian Abriel (frère de Diego Abriel) (chant, flûte, percussions, basina) rejoint également l'ensemble quand son travail de berger le lui permet. « Nous étions donc sept sur scène », explique Jean-Marc Jacquier. En juin 1976, le groupe participe au festival folk de Mamirolle organisé par les Éclaireuses et Éclaireurs de France de Montbéliard (qui a lieu les 5, 6 et 7 juin 1976 à Mamirolle dans le Doubs). À cette occasion, il laisse une première trace discographique sur le double album Folk – Festival de Mamirolle (paru en 1977) sous la forme du medley (de 7 minutes) de « deux morceaux à danser » intitulé "Polka piquée à 3 figures + Valse de Samoëns".
La Kinkerne participe alors à d'autres festivals à l'été 1976 : le 2e festival de Folk Musique d'Annemasse (le samedi 19 juin 1976), le festival Chapeau Cornu (en Isère), le Folk Estival de Genève, le 10e Montreux International Festival (qui a lieu du vendredi 25 au dimanche 27 juin 1976 pour ce qui concerne la partie folk de la programmation uniquement).

### Premier album (1977—1978)
« Pour cause d'incompatibilité d'humeur entre les filles et les mecs (buveurs, ripailleurs et machos), les filles quitte[nt] la formation peu de temps [...] avant » que le groupe ne se retrouve à l'Omega Studio à Strasbourg pour enregistrer – à cinq – les 20 et 21 mai 1977 son premier vinyle 33 tours éponyme, identifiable au verso de la pochette (et sur la tranche) par le titre Chants et danses de tradition savoyarde et (au verso seulement) par les mots « Zhe vire ma vyüla pè gonyi mõ pã... » (« Je tourne ma vielle pour gagner mon pain... »), texte extrait du début des paroles – en patois savoyard – de la comptine du dernier titre de l'album (un medley de comptine, tyrolienne et mazurka).
La Kinkerne donne alors ses premiers concerts en Val d'Aoste où les musiciens rencontrent l'Union valdôtaine qui compte parmi ses membres Bruno Salvadori et René Willien, importants contributeurs dans la recherche des traditions. À cette même époque, le groupe fait la rencontre du foyer d'adolescents Le Logis à Annecy-le-Vieux. En juin 1977, La Kinkerne forme un groupe de seize danseurs pour participer au 17e Festival de l'Enfance à Šibenik : le collectif y joue et danse dans les rues de la ville yougoslave. S'ensuit la participation à plusieurs festivals à l'été 1977 : Festival de La Voulte (en Ardèche), Festival folk de Nyon (alors appelé Nyon Folk Festival ; futur Paléo Festival à partir de 1983), en Suisse, le 22 juillet 1977, Festival International de Théâtre et d'Animation de Vichy, Festival Musek à Tralee (en Irlande).
Un an plus tard, le 21 juillet 1978, les Chieftains ouvrent le bal de La Kinkerne à nouveau invitée du Nyon Folk Festival. En 1979, Diego Abriel quitte le groupe pour finir son apprentissage de restaurateur de meubles anciens. Au printemps 1979, La Kinkerne participe au 20e Interfolk-Festival à Osnabrück en Allemagne.

### Deuxième album (1979—1981)
En octobre 1979, La Kinkerne enregistre au studio IRIS sa deuxième galette vinyle éponyme, identifiable (comme pour le premier album) au verso de la pochette (et sur la tranche) par le titre Chants et danses de tradition savoyarde et (au verso seulement) par les mots « Dedyã L'Pèle », qui paraît toujours chez Discovale. La précision « Vol. 2 » apparaît sur la pochette mais uniquement sur la tranche et également sur chaque face du disque vinyle lui-même. Le premier album est cité au passage et renommé pour l'occasion « Vol. 1 » dans les notes intérieures de la pochette de ce deuxième album. Jean-Marc Jacquier : « On avait énormément de travail (concerts et bals) : l'hiver, c’était des animations en station et l'été, on se produisait plutôt dans les centres de vacances et les fêtes de village. » La Kinkerne donne son premier concert dans le Piémont à Borgosesia en Italie à l'occasion du Carnevale Valsesiano. Première collaboration avec l'ADDIM (Association Départementale pour la Diffusion et l'Initiation Musicales) de la Haute-Savoie et le milieu scolaire.
En 1980, Jean-Michel David quitte le groupe pour rejoindre son frère, archéologue en Syrie. La même année survient dans la presse locale une polémique sur les interprétations de certains morceaux entre La Kinkerne et Sabaudia, le plus ancien groupe folklorique de Haute-Savoie (basé à Thonon-les-Bains). La Kinkerne participe à quelques festivals italiens : Festival du Frioul, Festival de Milan 1981, Festival de Bergame 1981. En mai 1982, Marc Charbonnel abandonne la musique pour devenir guide de montagne (à Saint-Gervais). Transfuge de l'ensemble médiéval Le Concert dans l'œuf (fondé en 1974), Reynald Breithaupt (violon, mandoline, chants) le remplace alors. La Kinkerne participe en mai 1982 (en bord de Seine) au 7e Festival de Ris-Orangis (organisé par la MJC de Ris-Orangis) ainsi qu'au Festival de Le Châtelet (en pays berrichon).

### Troisième album et concerts (1982—1989)
Le 1er mai 1982, La Kinkerne enregistre en public son troisième album vinyle intitulé Bal en Savoie (sous-titré « Danses de tradition savoyarde ») avec, comme invités d'honneur, Diego Abriel (vielle à roue) et Louis Ouvrier-Bonnaz, violoneux traditionnel du Val d'Arly mais aussi la participation des danseurs du groupe savoyard Les Snyules et celle de « beaucoup d'amis ». L'album sera le dernier à paraître sur le label Discovale.
Dans les années qui suivent, La Kinkerne jouent dans de nombreux festivals, très souvent en Suisse et en Italie du Nord. En 1985, La Kinkerne est le premier groupe étranger invité au Rassemblement d'Instruments Populaires Zampogna d'Oro à Erice en Sicile. Il y reçoit le premier prix. En 1986, La Kinkerne crée avec René Zosso (chant et vielle) un spectacle sur les interdictions de la danse dans le pays de Vaud. Le 8 février 1987, à Cogne dans le Val d'Aoste en Italie, La Kinkerne fait la connaissance des musiciens Sandro (Alexandre) Boniface (accordéon diatonique) et Ernesto Impérial (guitare) : c'est le début d'une longue amitié avec le groupe Trouveur valdotèn. En mai 1988, La Kinkerne joue au Festival au Tessin. Le 3 septembre 1988, La Kinkerne participe à la 2e édition de Folk Arca à Val Madonna dans le Piémont. Le groupe rencontre le groupe de musique folk italien Tre Martelli : c'est le début d'une longue amitié.

### Collaborations et nouvel album (années 1990)
À partir de novembre 1990, Robert Amyot (chant, cornemuses, chalumeau et flûte) remplace progressivement Reynald Breithaupt. En 1991 sort en CD chez Planett la compilation Savoie qui réunit les deux premiers 33 tours de La Kinkerne parus originellement chez Discovale. En 1992, avec Évelyne Girardon et son groupe Roulez Fillettes, La Kinkerne participe à la création musicale pour quintet vocal féminin (et groupe folk) intitulé Le Sel de la Poule.
De 1993 à 1997, La Kinkerne participe aux 5 éditions du festival Musik'Alpes à Faverges, évènement dans lequel Jean-Marc Jacquier est très impliqué. Le festival est, en effet, né de sa rencontre avec Alain Claude, ancien directeur du théâtre Le Dôme à Albertville, et Jacques Dalex, maire de Faverges. L'idée est de réunir une fois par an des artistes (principalement) de musique traditionnelle (mais aussi d'autres expressions musicales comme le jazz ou la musique classique) venus des sept pays alpins : Allemagne, Autriche, France, Italie, Liechtenstein, Slovénie et Suisse. La création du festival alpin les 24–26 septembre 1993 a pour thème « du cor des Alpes à Stephan Eicher ».
De 1993 à 1998, La Kinkerne assure l'animation du Festival International du Film de Montagne aux Diablerets en Suisse. Pendant la même période, La Kinkerne travaille à son nouvel album studio (le premier en 17 ans) et participe à diverses créations qui remportent le succès : Music Alpina, La Cantate des Alpes et Vin de la montagne.
Les 25-28 janvier 1995 est créé à Annecy le spectacle Music Alpina construit au fil des quatre saisons de la montagne (mise en scène : Pierre Beccu). Chanté en français, italien, piémontais, valdôtain et savoyard, le concert regroupe la Kinkerne (à quatre avec Jean-Marc Jacquier, Christian Abriel, Reynald Breithaupt et Robert Amyot), la famille Boniface (Sandro, Liliane, Rémy et Vincent alors âgé de huit ans), Ciacio Marchelli, Lorenzo Boioli, Mireille Ben et Evelyne Girardon. Le spectacle est ainsi donné quatre fois à Annecy, deux fois à Échirolles, ainsi qu'à Taninges, Clermont[Lequel ?], Aoste, Thonon, Monthey, Chambéry, Vevey, Faverges.
En 1996, La Kinkerne, qui comprend alors Jean-Marc Jacquier, Christian Abriel, Robert Amyot et Reynald Breithaupt, sort son premier CD de musique originale intitulé Compagnons Savoyards chez Musik'Alpes. Il s'agit du troisième album studio du groupe, le premier en 17 ans. Il comporte 17 nouveaux titres. Le 21 novembre 1996 à Chambéry est créée La Cantate des Alpes qui raconte, à partir de chansons et d'un fonds de collectage de l'ancien duché de Savoie (réalisé par Jean-Marc Jacquier), la rencontre d'une cantatrice savoyarde renommée, Colette Alliot-Lugaz, avec des musiciens issus de la tradition et du classique. Les spectacles Music Alpina et La Cantate des Alpes ont fait l'objet d'enregistrements publics. En 1999, La Kinkerne conçoit à quatre (Jean-Marc Jacquier, Christian Abriel, Robert Amyot, le contrebassiste Claudius Perrin), avec un technicien du vin et avec Alain Claude, un spectacle festif musical (avec dégustation) autour du "Vin de la montagne" et des vignobles des Alpes.

### Années 2000—2010
Les 30 et 31 janvier 2000, à Aoste, pour le millième anniversaire de la Saint-Ours, la Kinkerne intègre ce qui deviendra par la suite le « Grand Orchestre des Alpes » qui comptera sur scène jusqu'à 60 artistes et un chef d'orchestre. Le 28 mars 2004, pour fêter ses 30 ans, La Kinkerne enregistre à Ville-la-Grand un album live intitulé au recto Musique de Savoie et des Alpes et au verso 30 ans... qui sort en CD.
Le 12 octobre 2013 a lieu à Faverges en Haute-Savoie le concert de la soirée intitulée Le Triangle du Mont-Blanc : autour de Jean-Marc Jacquier (présenté comme musicien, collecteur et collectionneur) se produit un groupe d'amis musiciens (venus de la Savoie, du Piémont, du Val d'Aoste mais aussi de la région de Genève et du Valais frontalier) issus des groupes La Kinkerne, Ariondassa (groupe de musique piémontaise séparé en 2015), Umbra Gaja, Trouveur valdotèn. La captation du concert fera l'objet de l'édition en août 2014 (par Les Amis de Musik'Alpes) d'un DVD de 2 h 20 de musiques traditionnelles alpines intitulé Le Triangle du Mont-Blanc.
Le 26 avril 2014, La Kinkerne donne un concert-bal dans le village d'Onnion. Le 18 octobre 2014, en compagnie des membres actuels et/ou anciens de la formation et de nombreux complices de différentes régions de l'Arc alpin, La Kinkerne fête ses 40 ans à Faverges. L'intégralité du concert fera l'objet d'une publication sous la forme d'un double album intitulé 40 ans ! Le Concert anniversaire. L'album, publié par le label Terres d'Empreintes (en tant que 5e volume de sa collection Patrimoine), s'accompagne d'un livret de 136 pages contenant de nombreuses photos, des reproductions de documents, un historique écrit de la plume de Jean-Marc Jacquier ainsi que les paroles des chansons et une discographie et filmographie complètes. La couverture est illustrée par Lorenzo Boioli et la préface est signée de l'écrivain britannique John Berger. Ce projet a été réalisé par Guillaume Veillet, Alain Basso, avec l'aide (entre autres) de Liliane Bertolo et la collaboration des Amis de Musik'Alpes.
Le 12 novembre 2016, de 20 h 30 à 0 h 30, La Kinkerne donne un grand concert-bal folk à Seynod dans le cadre du Festival des Empreintes Sonores. Pour l'occasion, Éric Berra remplace Claudius Perrin à la contrebasse et Mathieu Aymonod remplace Robert Amyot au piffero, accordéon et ocarina, aux côtés des membres historiques Jean-Marc Jacquier (accordéons) et Christian Abriel (violon, flûtes, ocarina, percussions).
La Kinkerne fête ses 45 ans d'existence par un concert-bal donné le samedi 16 novembre 2019, de 20 h 30 à 22 h 30, au (tout nouveau) tiers-lieu culturel La Forge à Faverges-Seythenex, dans le cadre du 9ème Festival des Empreintes Sonores. Le concert est organisé avec le soutien des Amis de Musik'Alpes et en partenariat avec l'association Terres d'Empreintes. Peu de temps après ce concert-évènement, le vendredi 29 novembre 2019, à la salle d'accueil et d'animation La Grange de l'Irmande. Conçue pour accueillir 50 personnes, la grange en question, « à l'ambiance chaleureuse et empreinte de traditions », est celle de la ferme Chez l'Irmande située dans le village de Habère-Poche. C'est le siège de l'association RETA Terres de culture (RETA signifiant réseau d'échanges transfrontaliers alpins). Jean-Marc Jacquier y présente à une cinquantaine de convives une rétrospective de sa vie dont il consacre la première partie à retracer sa jeunesse, son activité de collecteur et ses premières amours musicales avec le jazz.

## Membres

### Membres actuels
- Jean-Marc Jacquier — accordéon, vielle à roue, cor des Alpes, champourgne[24],[25]
- Christian Abriel (autodidacte) — flûte, flageolets, violon, harmonica, ocarina, cor des Alpes, percussions traditionnelles des Alpes (flé, tian, takenettes, sonnailles), chant[24]
- Robert Amyot (né à Montréal) — flageolets, clarinettes, musettes, percussions, chant[24]
- Claudius « Manpower Bassgeige » Perrin (valaisan[Lequel ?], constructeur, démonteur et ré-assembleur de chalets à ses heures) — contrebasse[24]

Il est cependant fréquent que le groupe se produise en trio lorsqu'un des quatre musiciens a d'autres obligations.

## Discographie

### Albums studio
- 1977 : La Kinkerne (Vol. 1) (titre verso : Chants et danses de tradition savoyarde – Zhe vire ma vyüla pè gonyi mõ pã...) (vinyle, Discovale – WM 19)[10],[26]
- 1979 : La Kinkerne (Vol. 2) (titre verso : Chants et danses de tradition savoyarde – Dedyã L'Pèle) (vinyle, 	Discovale – WM 44)[26]
- 1996 : Compagnons Savoyards (CD, Musik'Alpes)[26]

### Albums live
- 1982 : Bal en Savoie (sous-titre : Danses de tradition Savoyarde) (vinyle, Discovale)
- 2004 : Musique de Savoie et des Alpes (titre verso : 30 ans...) (CD, autoproduction) (enregistré le 28 mars 2004 à Ville-la-Grand en célébration des 30 ans du groupe)
- 2014 : 40 ans ! Le Concert Anniversaire (2 CD + livret) (Terres d'Empreintes – Patrimoine #05) (enregistré le 18 octobre 2014 à Faverges en célébration des 40 ans du groupe)

### Compilations
- 1991 : Savoie (CD) (compilation réunissant les deux premiers 33 tours Discovale WM 19 et WM 44)

### Participations
- 1977 : Folk (sous-titre recto : Festival de Mamirolle organisé par les Éclaireuses et Éclaireurs de Franche-Comté 5.6.7 juin 1976 ; titre verso : Festival traditionnelle de Mamirolle – Juin 1976) (double album) (JBP (Jean Baptiste Piazzano Records) – 527 / 528) (medley de titres intitulé Polka piquée à 3 figures + Valse de Samoëns (7:00) – 3e plage du 1er disque)[8]